# Ferdinand Henry

Ferdinand Henry

Ferdinand Leopold Joseph Carl Nicolaus Henry (* 28. April 1819 in Stettin; † 30. März 1891 in Berlin) war ein leitender preußischer Militärbeamter sowie von 1864 bis 1884 Intendant (Chef der Verwaltung) des Gardekorps.

## Leben

### Herkunft
Ferdinand Henry war der Sohn des französisch-preußischen Kriegskommissars Anton Christoph Henry (* 9. November 1785; † 15. September 1831 in Stettin) und dessen Ehefrau Anna Florentine, geborene Böhmer (* 6. Juli 1789 in Halberstadt; † 26. Februar 1867 in Berlin).

### Karriere
Von 1825 bis 1830 besuchte Henry verschiedene Privatschulen und von 1830 bis 1832 das Friedrich Werdersche Gymnasium in Berlin.
Im November 1831 stellte die Witwe Florentine Henry ein Gesuch an König Friedrich Wilhelm III. mit der Bitte um Erhöhung ihrer Witwenpension, das jedoch abschlägig beschieden wird. Dank der Verwendung des Herzogs Karl zu Mecklenburg gab der König jedoch seine Zustimmung zur Aufnahme ihres Sohnes in die Cauersche Anstalt in Charlottenburg, die Ferdinand von 1832 bis zur Auflösung derselben im März 1834 besuchte. Als er sie verlassen musste, erhielt er vom Direktor des Instituts, Ludwig Cauer, ein handschriftliches mit Siegel und dessen Unterschrift versehenes Abgangszeugnis am 22. März 1834 zu Charlottenburg. Darin wird ihm bestätigt, dass er bei löblichem Eifer gute Fortschritte gemacht habe, im Lateinischen bei der Übersetzung des Caesar und des Ovid, im Griechischen bei der Übersetzung des Homer und dem 2. Kursus von Jacobs Elementarbuch. Mit gutem Erfolg und mit selbständiger Einsicht habe er Geometrie und Arithmetik betrieben, im Französischen und den übrigen Fächern seien seine Leistungen befriedigend. Für sein Betragen wird ihm Zufriedenheit bezeugt, und das Beste für sein ferneres Wohlergehen gewünscht.
Ostern 1834 kehrte er zurück nach Berlin (Charlottenburg war damals eine selbstständige Stadt). Er besuchte für ein halbes Jahr erneut das Friedrich Werdersche Gymnasium. Das vom König auf unbefristete Zeit bewilligte Erziehungsgeld wurde fortan von Ferdinands Vormund, dem Justizrat Markstein, verwaltet. Ob an der Bewilligung des Erziehungsgeldes die Erwartung geknüpft war, dass der Empfänger nach Abschluss seiner Schul- bzw. Studienzeit als Beamter in den Staatsdienst eintreten würde, ist weder aus dem Lebenslauf noch aus sonstigen Unterlagen ersichtlich. Es ist jedoch zu vermuten, dass von ehemaligen Vorgesetzten des verstorbenen Vaters oder von Gönnern der Familie dem Jungen bzw. seiner Mutter schon früh nahegelegt wurde, dem Beispiel des Vaters zu folgen und die Laufbahn des höheren Militärbeamten zu ergreifen. Im selben Jahr riet u. a. ein Geheimer Regierungsrat Reichhelm zum Besuch des Köllnschen Gymnasiums in Berlin – „als einer guten Vorbereitungsschule für die Staatsbeamtenlaufbahn“ – in die Ferdinand Michaelis am 29. September 1834 eintrat und in der er vier Jahre später sein Abiturientenexamen bestand.
Von 1838 an studierte er Rechts- und Staatswissenschaften an der Universität zu Berlin. Von April 1839 bis April 1840 Militärdienst bei der Garde-Pionier-Abteilung, wo er die Qualifikation zum Landwehroffizier erlangte. Von Ostern 1840 an studierte er an der Universität zu Breslau. Bereits während seines Studiums wurde er zur versuchsweisen Beschäftigung bei der Intendantur des VI. Armee-Korps angenommen und am 11. Dezember 1840 bei demselben vereidigt. Am 17. März 1842 machte er sein Examen pro auscultatura in Breslau.
Gleich darauf, am 23. März, wurde er als Auscultator beim Oberlandesgericht zu Breslau vereidigt, 14 Tage später zum Kammergericht versetzt, am 27. April dann durch Verfügung des Preußischen Kriegsministers zur Intendantur des Gardekorps versetzt, am 25. Mai dem Landgericht zugewiesen und schließlich am 15. Dezember zum letzten Male zu einer zivilen Justizbehörde, dem Stadtgericht zu Berlin, versetzt, bis er am 7. Juli 1843 seine Justizlaufbahn beendete, deren Sinn es wohl gewesen war, ihm einen Überblick über das praktische Verfahren in Rechtssachen zu verschaffen, wenn man die Kürze der ihm dazu zur Verfügung gestellten Zeit in Betracht zieht. Noch vor Beendigung derselben wurde er am 6. Juni 1843 zum Intendantursekretariatsassistenten befördert.
Nebenbei wurde er 1844 zum Sekondeleutnant im 20. Landwehr-Regiment befördert. Am 16. Oktober 1845 wurde er zum Intendanturreferendar ernannt. Diesen Rang bekleidet er bis zu seinem Staatsexamen im April 1848. Am 1. Januar 1849 wurde er zum etatmäßigen Intendanturassessor ernannt mit einem Jahresgehalt von 500 preußischen Talern, das sich am 1. April des gleichen Jahres auf 550 Taler erhöht.
Von Mai 1849 bis August 1850 wurde Ferdinand Henry als Vorstand einer mobilen preußischen Intendantur Abteilung in Baden zur Niederschlagung der republikanischen Aufstände (deren Ziel: Durchsetzung der Reichsverfassung) eingesetzt. Für die Teilnahme an diesem Feldzug erhielt er den Roten Adlerorden IV. Klasse, eine vom preußischen König gestiftete Gedenkmünze für Militärbeamte und eine Gedächtnismedaille des Großherzogs von Baden. Er bezog für diesen Einsatz 800 Taler Feldgehalt und eine monatliche Feldzulage von 25 Talern.
Durch Allerhöchste Kabinets Ordre wurde er im Juni 1854 zum Intendanturrat und im Juni 1861 zum Militärintendanten ernannt. Bis zu diesem Zeitpunkt stieg sein Jahresgehalt von 1850 an von 650 auf 1800 Taler. 1862 folgte dann der Abschied aus der Landwehr im Range eines Hauptmanns.
1864 schließlich wurde er zum Intendanten des Gardekorps berufen, mit dem er am preußisch-österreichischen Krieg von 1866 teilnahm. Sein direkter Vorgesetzter war der Kommandierende General des Gardekorps Prinz August von Württemberg, mit dem er gut befreundet war.
Am 21. Dezember 1871 folgte die Verleihung von Titel und Rang eines Wirklichen Geheimen Kriegsrates und Rates II. Klasse. Seitdem war er berechtigt den Titel Excellenz zu führen. 1873 gab es eine letztmalige Gehaltserhöhung auf 2700 Taler, bis er sich dann im Juni 1884 als Militärintendant des Gardekorps aus dem Staatsdienst verabschiedete.
Ferdinand Henry starb am 30. März 1891 in Berlin infolge eines Schlaganfalls. Die Vossische Zeitung schrieb am 1. April:

„Vorgestern, Vormittag 10 ¼ Uhr ist der Wirkliche Geheime Kriegsrat, Ferdinand Henry, viele Jahre Intendant des Garde-Korps, plötzlich gestorben, was seine vielen Freunde und Bekannten, welche den liebenswürdigen alten Herrn hoch verehrten, gewiss mit wahrer Teilnahme erfüllen wird. Im Sommer 1866 nahm der Intendant des preußischen Garde-Korps Henry, am preußisch-österreichischen Krieg teil.“

### Familie

Marie Henry, geb. Sala, seine Ehefrau

Am 12. Mai 1849 heiratete er die italienischstämmige Marie Sala (* 23. März 1830 in Berlin; † 1885 in Berlin an Schwindsucht), mit der er vier Kinder hatte:
- Baptiste (* 23. Mai 1850; † 8. November 1919), ein späterer Staatsanwalt in Magdeburg
- Ferdinand (* 15. Februar 1853; † 13. Dezember 1937 in Stettin)
- Cäsar (* 15. Dezember 1854; † 20. Dezember 1856)
- Elise, genannt Lieschen (* 19. September 1858; † 6. Februar 1864)

## Auszeichnungen
Im Laufe seiner 45-jährigen Dienstzeit als Militärbeamter wurden Ferdinand Henry als Anerkennung für seine Leistungen und seit seiner Ernennung zum Intendanten des Gardekorps 1864 und zum Geheimen Kriegsrat 1871 vermutlich aufgrund seines hohen militärischen Ranges, aber auch seiner integren Persönlichkeit eine große Zahl von sowohl preußischen als auch ausländischen Orden und Ehrenzeichen verliehen:
- Orden vom Heiligen Grabe 1862
- Badischer Orden vom Zähringer Löwen
- Kommandeur des Ordens der Krone von Italien am 26. Februar 1872
- Komturkreuz des Franz-Joseph-Ordens am 30. Mai 1872
- Spanischer Militär-Verdienstorden III. Klasse am 30. Mai 1872
- Kommandeur II. Klasse des Sankt-Olav-Ordens am 19. März 1874
- Russischer Orden der Heiligen Anna II. Klasse am 30. Juli 1874
- Kronenorden II. Klasse am 20. September 1876
- Roter-Adlerorden II. Klasse mit Eichenlaub am 18. September 1880